# Dariusz Kulesza
Dariusz Kulesza est un patineur de vitesse sur piste courte polonais.

## Biographie
Il participe aux épreuves de patinage de vitesse sur piste courte aux Jeux olympiques de 2006 et arrive 11e du 1 000 mètres.